# Cavalli Marci
I Cavalli Marci sono un gruppo cabarettistico italiano, fondato a Genova nel 1996.

## Biografia
Fondati dal comico Claudio Nocera (in arte Rufus) e dal musicista Fabrizio Lamberti, per oltre tre anni sono andati in scena una volta alla settimana nei teatri di Genova, a partire dall'esibizione al Nessundorma Cafè il 30 gennaio 1996, senza mai riproporre lo stesso spettacolo e totalizzando un repertorio di esibizioni superiore alle 70 ore. Il Nessundorma è stato il locale laboratorio genovese dove si esibirono le migliori band locali e gruppi cabarettistici di successo tra i quali i Broncoviz (composto da Marcello Cesena, Maurizio Crozza, Ugo Dighero, Mauro Pirovano e Carla Signoris).
Sempre nel 1996 hanno guadagnato fama nazionale partecipando al Festival dell'Umorismo di Bordighera, dove sono ritornati l'anno seguente. Il gruppo si è sciolto nel 2004 a seguito della morte prematura e improvvisa del leader "Rufus" Nocera. Nell'ottobre 2014, a dieci anni dalla scomparsa, I Cavalli Marci realizzano una reunion al Politeama Genovese e un'altra nel 2025.

### Origine del nome
I Cavalli Marci prendono il nome da un popolare gioco, molto diffuso tra i bambini di Genova fino agli anni sessanta, che consisteva nel saltare in "groppa", in rapida sequenza, ad un compagno il quale a sua volta era saltato su un altro compagno di gioco appoggiato ad un muro o ad un muretto. I ragazzi che perdevano l'equilibrio sotto il peso dei loro compagni e crollavano a terra, venivano appunto canzonati con il nomignolo dispregiativo di cavalli marsi ("cavalli marci" in lingua ligure).

### Spettacoli
I Cavalli Marci hanno stabilito un record nel Guinness dei primati per lo «spettacolo comico più lungo del mondo», con una maratona di 24 ore dove si sono esibiti a turno e senza soste per il divertimento del pubblico, il 4 e 5 aprile 1997.
La loro prima apparizione televisiva all'interno di un programma tutto loro è stata nel celebre format Ciro, il figlio di Target, condotto da Gaia De Laurentiis e scritto da Claudio Nocera, Fabrizio Lamberti e Alessandra Torre, dove i Cavalli Marci occupavano un ruolo di assoluto primo piano. In seguito hanno debuttato anche in Rai nel programma Serenate di Fabio Fazio, nel 1998, nelle vesti di "colonna sonora vivente".
Nel 1999 Rai 2 ha trasmesso due show teatrali del gruppo comico, all'interno della trasmissione Palcoscenico: Cavalli Marci Show e Zagadan, rispettivamente in estate e in autunno. Nel 2000 questa stessa trasmissione ha ospitato altri due spettacoli dal vivo, Incroci veloci e Se telefonando, mentre nel 2001 è andato in onda Nettuno, nessuno e centomila, che ha fatto tappa in molte città italiane. Tra gennaio e marzo 2002, infine, i Cavalli Marci hanno portato in tournée il loro ultimo spettacolo Alluce, Billuce, Trilluce, dalle note di Piedi, la canzone eletta come sigla d'apertura di ogni spettacolo del gruppo.
Nel 2001-2002 sono andate in onda su Radio Italia Network le trasmissioni radiofoniche Cavalli Marci in treno e Cavalli Marci in treno dall'elicottero di Radio Italia Network.

### Componenti divenuti celebri
Fra i fondatori del gruppo vi sono diversi attori che hanno poi proseguito una carriera singolarmente. Tra questi, Luca Bizzarri e Paolo Kessisoglu hanno raggiunto il successo con la conduzione di trasmissioni televisive quali Ciro e Le Iene, e la partecipazione alla sitcom Camera Café, in onda su Italia 1.
Famosi ex membri dei Cavalli Marci sono anche Michelangelo Pulci, Alessandro Bianchi e Fabrizio Casalino, diventati comici di punta del programma televisivo Colorado Cafè, sempre su Italia 1, a cui si aggiunge anche Andrea Di Marco che ha partecipato ad alcune edizioni di Mai dire... così come Casalino, Bianchi, Pulci e Luca e Paolo.

## Formazione
La formazione originaria comprendeva:
- Claudio Nocera
- Luca Bizzarri
- Paolo Kessisoglu
- Alessandro Bianchi
- Michelangelo Pulci
- Fabrizio Pippo Lamberti
- Andrea Di Marco
- Paolo Passano
- Carlo Denei
- Paolo Bartolai
- Federico Sirianni
- Alessandro Bergallo
- Alessandro Barbini
- Andrea Salvatico (direttore di scena)

All'uscita di Luca Bizzarri e Paolo Kessisoglu subentrarono:
- Raffaele Rebaudengo
- Francesco Foti

Ulteriori modifiche della formazione portarono successivamente nel gruppo:
- Enrique Balbontin
- Fabrizio Casalino
- Fabio Maggioni detto "Baby Snake"

## Filmografia
- Come se fosse amore, regia di Roberto Burchielli (2002)